# 李遺
李遺（?—?），又作李蔚，中国三国時代人物，李恢的兒子，在父親李恢死后继承汉兴亭侯。

## 民間傳說
關羽在荊州失敗，關三小姐關銀屏發誓復仇，關索、關樾、關平之妻（趙雲之女）流落成都。諸葛亮南征時，起用建寧郡俞元縣（現在雲南省澄江縣）人李恢、李遺父子，諸葛亮作為媒人把關銀屏嫁給李蔚（李遺）。
漢興亭侯李恢之子李蔚（李遺）和漢寿亭侯關羽之女關銀屏（關三小姐）合葬墓在今雲南省玉溪市澄江縣。清朝宣統二年（1910年）刻墓碑云「漢忠臣興亭侯子李蔚、寿亭侯女關氏三姐之墓」。墓碑側刻有墓聯「墓近聖人宮、父女相睽祗數武」，「神游荊襄界、魂魄長恨於千秋」。1989年8月修復。2001年4月30日公布為玉溪市文物保護單位。